# Maipú (Buenos Aires)
Maipú es una ciudad de la República Argentina, cabecera del partido homónimo, situada en el centro este de la provincia de Buenos Aires. Por estar localizada en la Pampa deprimida el terreno es bajo y anegadizo. La actividad predominante en su área de influencia es la cría de ganado bovino. Constituye un centro prestador de servicios al área rural.
Está ubicada en el importante eje de tránsito de la Autovía 2, que comunica la megapoli de Buenos Aires, de la que se halla a 274 km, con Mar del Plata separada de esta última por tan solo 126 km. Además, cuenta con un aeródromo y con una estación de ferrocarril operada por Trenes Argentinos, que presta servicio de pasajeros entre las ciudades mencionadas más arriba. 
Fue fundada en 1875 por Francisco Bernabé Madero para dar asiento a las autoridades de la jurisdicción. 
Es conocida como la ciudad de la Amistad. Esto se debe a que en la ciudad se celebra cada año, en la primera quincena de febrero, la Fiesta Nacional del Carnaval de la Amistad.
- Actualmente el Intendente Municipal se encuentra en uso de Licencia, ocupa su lugar el presidente del consejo de deliberante.

## Historia
Este partido, denominado Monsalvo desde su creación el 4 de septiembre de 1822, fue renombrado como Maipú por decreto del  26 de agosto  de 1878, en conmemoración de la victoria con la que el general José de San Martín afianzó la independencia de Chile el 5 de abril de 1818. Maipú, vocablo mapuche que significa "allanar la tierra".
En 1811, Francisco Ramos Mejía en compañía de algunos hombres de su estancia de Buenos Aires, se internó al sur del río Salado hasta la zona de la laguna Kaquel Huincul, y en 1815 se instaló allí junto a su familia donde fundó la estancia Miraflores.
Un año antes, en 1814 el Capitán Ramón Lara avanzó desde Chascomús en dirección al sur hacia la zona de Kakel Huincul con 50 hombres costeados por los propios hacendados, a los efectos de proteger la propiedad de algunos arriesgados estancieros, que aprovechaban la numerosa ganadería que poblaba estas regiones abundantes en pastos y aguadas.
Debido a la importancia que había adquirido la zona de la laguna Kaquel Huincul y Miraflores, Lara recibió la orden del director Supremo del Estado, de reconocer los terrenos inmediatos a la laguna para formar en ellos una población, establecer en ese lugar, de manera definitiva, un destacamento a su mando y convocar a los vecinos y demás interesados en los terrenos inmediatos a la laguna, donde se iba a formar el pueblo, proyecto que no logró concretarse.
Otro hecho significativo producido en este territorio fue la celebración de la primera misa al sur del río Salado, el 21 de agosto de 1817, donde se firmó el “Acta de Monsalvo”. Hecho que demuestra la importancia de este espacio geográfico, como el corazón del partido de Monsalvo, y el centro demográficamente más poblado entre los siglos XVIII y XIX.
Sobre el final de esta década, la figura de Francisco Ramos Mejía se había convertido en una pieza clave en la zona, siendo el referente de todas las tolderías asentadas en la región, y que sería fundamental en 1820, para llegar a un acuerdo de convivencia pacífica.
En el año 1829 se produce el desprendimiento de Dolores y en 1839 el partido de Monsalvo se divide en cuatro.  
En 1865 se divide la campaña al exterior del salado en 27 partidos de los cuales diez eran de creación reciente, tomando el partido de Monsalvo los límites definitivos. 
En el año 1866, más precisamente el 17 de abril, el entonces juez de paz del partido, con asiento en la estancia «Mari-Huincul», Enrique Sundbland, reservó las únicas tierras fiscales que quedaban en el lugar, al sudeste del actual emplazamiento, para la fundación de un pueblo. Las tierras en las que se habían establecido el incipiente pueblo pertenecían a Francisco Bernabé Madero y eran linderas con el actual partido de General Guido.
En 1870 se instaló la primera Comisión Municipal, cuyo presidente es el propio Juez de Paz, en este caso: José María Peña, por el período de 1870 -1871. Estos funcionarios fueron la única autoridad civil en el partido. Por estos años, vecinos firman y elevan una nota al Gobernador de la Provincia insistiendo que ante el crecimiento de la población consideran necesario la formación de un pueblo.
En fecha 1 de abril de 1875 se aprueba el trazado y el nombre solicitado por Madero que era el de Maipú, y luego en 1878 se modifica el nombre del partido, que pasa a denominarse Maipú, y además la localidad de Maipú pasa a ser la cabecera del partido. Finalmente, en 1892 se anexa una pequeña superficie del partido de General Guido.
En el decreto de 1878 se aceptan las donaciones efectuadas por parte de Madero los terrenos para la edificación del juzgado, municipalidad, escuela, iglesia, plazas y cementerio.

## Autoridades
| Autoridad                                         | Período                 | Cargo                                                                   | Partido          |
| José LASTRA                                       | 04-09-1822/ 26-09-1822  | Juez de Paz                                                             | Monsalvo         |
| Manuel OCAMPOS                                    | 26-09-1822/ 01-01-1823  | Juez de Paz                                                             | Monsalvo         |
| Benito MIGUENS                                    | 01-01-1823/ 2-01-1827   | Juez de Paz                                                             | Monsalvo         |
| Pedro SAENZ VALIENTE                              | 02-01- 1827/ 02-01-1828 | Juez de Paz                                                             | Monsalvo         |
| Gregorio VILLANUEVA                               | 02-01-1828/ 13-12-1828  | Juez de Paz                                                             | Monsalvo         |
| Ramón LARA                                        | 13-12-1828/ 28-08-1829  | Juez de Paz                                                             | Monsalvo         |
| Carlos NOGUERA                                    | 28-08-1829/ 12-01-1830  | Juez de Paz                                                             | Dolores-Monsalvo |
| Benito MIGUENS                                    | 12-01-1830/ 07-02-1831  | Juez de Paz                                                             | Dolores-Monsalvo |
| Pedro Antonio BARROS                              | 07-02-1831/ 05-01-1832  | Juez de Paz                                                             | Monsalvo         |
| Agustín ACOSTA                                    | 05-01-1832/ 10-01-1834  | Juez de Paz                                                             | Monsalvo         |
| José María PEÑA                                   | 10-01-1834/ 18-02-1835  | Juez de Paz                                                             | Monsalvo         |
| Leonardo PIEDRABUENA                              | 18-02-1835/ 31-12-1838  | Juez de Paz                                                             | Monsalvo         |
| José María OTAMENDI                               | 31-12-1838/ 25-12-1839  | Juez de Paz                                                             | Monsalvo         |
| Roque BAUDRIX                                     | 25-12-1839/ 08-02-1852  | Juez de Paz                                                             | Tuyú             |
| Matías RAMOS MEXIA                                | 08-02-1852/ 19-01-1854  | Juez de Paz                                                             | Tuyú             |
| Santiago ZELAYA                                   | 19-01-1854/ 19-01-1855  | Juez de Paz                                                             | Tuyú             |
| Benito MARTÍNEZ                                   | 19-01-1855/ 31-12-1857  | Juez de Paz                                                             | Tuyú             |
| Carlos NAVARRO                                    | 01-01-1858/ 31-12-1858  | Juez de Paz                                                             | Tuyú             |
| Nicolás B. LASTRA                                 | 01-01-1858/ 10-01-1860  | Juez de Paz                                                             | Tuyú             |
| Emiliano AGUIRRE                                  | 10-01-1860/ 31-12-1860  | Juez de Paz                                                             | Tuyú             |
| Alejandro LELOIR                                  | 01-01-1861/ 31-12-1862  | Juez de Paz                                                             | Tuyú             |
| Emiliano AGUIRRE                                  | 01-01-1863/ 31-12-1864  | Juez de Paz                                                             | Monsalvo         |
| Enrique SUNDBLAD                                  | 01-01-1865/ 31-12-1867  | Juez de Paz                                                             | Monsalvo         |
| Apolinario BELLIDO                                | 01-01-1868/ 31-12-1868  | Juez de Paz                                                             | Monsalvo         |
| Emiliano AGUIRRE                                  | 01- 01-1869/ 31-12-1869 | Juez de Paz                                                             | Monsalvo         |
| José María PEÑA                                   | 01-01-1870/ 31-12-1871  | Presidente Corporación Municipal                                        | Monsalvo         |
| Matías RAMOS MEXÍA                                | 1872/1873               | Presidente Corporación Municipal                                        | Monsalvo         |
| Juan S. ARECO                                     | 1874                    | Presidente Corporación Municipal                                        | Monsalvo         |
| Benjamín MARTINEZ                                 | 1875                    | Presidente Corporación Municipal                                        | Monsalvo         |
| Pedro P. GALLO                                    | 1876                    | Presidente Corporación Municipal                                        | Monsalvo         |
| Ezequiel RAMOS MEXIA                              | 1877                    | Presidente Corporación Municipal                                        | Monsalvo         |
| Ernesto MADERO                                    | 1878 - 1879             | Presidente Corporación Municipal                                        | Maipú            |
| Benjamín MARTÍNEZ                                 | 1880                    | Presidente Corporación Municipal                                        | Maipú            |
| León SAN MARTÍN                                   | 1881                    | Presidente Corporación Municipal y Juez de Paz                          | Maipú            |
| Juan VERDAGUER                                    | 1882 - 1883             | Presidente Corporación Municipal y Juez de Paz                          | Maipú            |
| Roque QUINTEROS GÓMEZ                             | 1883                    | Intendente Municipal                                                    | Maipú            |
| Liberato E. ÁLVAREZ                               | 1884                    | Presidente Corporación Municipal y Juez de Paz                          | Maipú            |
| Román LUTELER                                     | 1885                    | Presidente Corporación Municipal                                        | Maipú            |
| Sebastián BARRIONUEVO                             | 1886                    | Presidente Corporación Municipal                                        | Maipú            |
| Román LUTELER                                     | 1887                    | Presidente Corporación Municipal                                        | Maipú            |
| Benjamín ITURRE                                   | 1888                    | Presidente Corporación Municipal                                        | Maipú            |
| Francisco B. MADERO                               | 1889                    | Presidente Corporación Municipal                                        | Maipú            |
| Miguel MORAN                                      | 1890                    | Presidente Corporación Municipal                                        | Maipú            |
| Miguel MORAN                                      | 1891 - 1892             | Intendente Interino                                                     | Maipú            |
| Miguel MORAN                                      | 1892                    | Intendente Municipal                                                    | Maipú            |
| Julián LYNCH                                      | 1893                    | Comisionado Municipal                                                   | Maipú            |
| Máximo DE ELIA                                    | 1893                    | Intendente Municipal designado por el Comisionado Nacional Julián Lynch | Maipú            |
| José LASTRA                                       | 1893                    | Intendente Municipal designado por el Comisionado Nacional Julián Lynch | Maipú            |
| Ernesto J. MORGANTE                               | 1894                    | Intendente Municipal designado por el Comisionado Nacional Julián Lynch | Maipú            |
| Norberto RODRIGUEZ                                | 1895 - 1896             | Intendente Municipal                                                    | Maipú            |
| Julián LYNCH                                      | 1897                    | Intendente Municipal                                                    | Maipú            |
| Julián LYNCH                                      | 1898                    | Intendente Municipal                                                    | Maipú            |
| Pedro ARECO                                       | 1899 -                  | Intendente Municipal                                                    | Maipú            |
| Ricardo OTAMENDI                                  | 1900 - 1902             | Intendente Municipal                                                    | Maipú            |
| Julián LYNCH                                      | 1903                    | Intendente Municipal                                                    | Maipú            |
| Pedro PERUCHENA                                   | 1904                    | Intendente Municipal                                                    | Maipú            |
| Norberto RODRIGUEZ                                | 1905                    | Intendente Municipal                                                    | Maipú            |
| Pedro PERUCHENA                                   | 1906 - 1907             | Intendente Municipal                                                    | Maipú            |
| Ricardo OTAMENDI                                  | 1908 - 1909             | Intendente Municipal                                                    | Maipú            |
| Roque María QUINTEROS                             | 1910 - 1911             | Intendente Municipal - Luego conformará el Partido Conservador          | Maipú            |
| Roque María QUINTEROS                             | 1912                    | Intendente Municipal                                                    | Maipú            |
| Ricardo OTAMENDI                                  | 1913 - 1916             | Intendente Municipal                                                    | Maipú            |
| Roque QUINTEROS                                   | 1917                    | Intendente Municipal - Partido Conservador                              | Maipú            |
| Juan José BARBIERI                                | 1918                    | Comisionado Municipal                                                   | Maipú            |
| Simón PLATINI                                     | 1918                    | Intendente Municipal                                                    | Maipú            |
| Martín RAPPALLINI                                 | 1919                    | Comisionado Municipal nombrado por el Interventor Federal               | Maipú            |
| Pedro Aguirre PLAZAOLA                            | 1920                    | Intendente Municipal                                                    | Maipú            |
| Pedro Aguirre PLAZAOLA                            | 1921                    | Intendente Municipal                                                    | Maipú            |
| Eduardo MOLLINS                                   | 1922                    | Intendente Municipal                                                    | Maipú            |
| Pedro Aguirre PLAZAOLA                            | 1923 - 1925             | Intendente Municipal                                                    | Maipú            |
| Eduardo MOLLINS                                   | 1926                    | Intendente Municipal                                                    | Maipú            |
| Eduardo MOLLINS                                   | 1927 - 1928             | Intendente Municipal                                                    | Maipú            |
| Mario Antonio Domingo MONTI                       | 1929 - 1930             | Intendente Municipal                                                    | Maipú            |
| Mario Antonio Domingo MONTI                       | 1930                    | Comisionado Municipal                                                   | Maipú            |
| Ignacio CARACOTCHE                                | 1931                    | Comisionado Municipal                                                   | Maipú            |
| Horacio OTAMENDI                                  | 1932 - 1933             | Intendente Municipal                                                    | Maipú            |
| Horacio ARECO                                     | 1934                    | Intendente Municipal. Renuncia el 30 de julio de 1934                   | Maipú            |
| Juan ETCHELET                                     | 1934 - 1935             | Intendente Municipal                                                    | Maipú            |
| Juan ETCHELET                                     | 1936                    | Intendente Municipal (votación interna de concejales)                   | Maipú            |
| Horacio OTAMENDI                                  | 1936 - 1940             | Intendente Municipal (votación interna de concejales)                   | Maipú            |
| Felipe GOENAGA                                    | 1940 - 1941             | Comisionado Federal designado por la Intervención Federal               | Maipú            |
| Eduardo PARISI                                    | 1942 – 1944             | Intendente Municipal                                                    | Maipú            |
| Oscar F. ALMEIDA                                  | 1944                    | Comisionado Municipal                                                   | Maipú            |
| Gregorio E. ALZAIBAR                              | 1944                    | Comisionado Municipal                                                   | Maipú            |
| Delfor GALANTE                                    | 1945                    | Comisionado Municipal                                                   | Maipú            |
| Armando A. NEGRI                                  | 1945                    | Comisionado Municipal                                                   | Maipú            |
| Alejandro BARTOLD                                 | 1946                    | Comisionado Federal                                                     | Maipú            |
| Gregorio E. ALZAIBAR                              | 1946 – 1947             | Comisionado Federal                                                     | Maipú            |
| Roque V. BUENADEL                                 | 1948                    | Comisionado Municipal Interino                                          | Maipú            |
| Isidro BARRIOS                                    | 1948 - 1951             | Intendente Municipal                                                    | Maipú            |
| Pedro Lucas CARRERA                               | 1951 - 1952             | Intendente Interino                                                     | Maipú            |
| Emanuel WYBERT                                    | 1952 - 1953             | Intendente Municipal                                                    | Maipú            |
| Eduardo TORRES                                    | 1953                    | Intendente Interino                                                     | Maipú            |
| Edgardo DI MARTINI                                | 1953 – 1955             | Intendente Interino                                                     | Maipú            |
| Guillermo PICCABEA                                | 1955                    | Comisionado Municipal                                                   | Maipú            |
| José L. MLADINEO                                  | 1955                    | Delegado del Comando Revolucionario                                     | Maipú            |
| Pedro GONZÁLEZ                                    | 1955 – 1958             | Comisionado Federal de la Revolución                                    | Maipú            |
| Juan José ELIZONDO                                | 1958 – 1962             | Intendente Municipal                                                    | Maipú            |
| Juan José ELIZONDO                                | 1962                    | Comisionado Municipal                                                   | Maipú            |
| Enrique L.D. GARCÍA MANSILLA (Capitán de Fragata) | 1963                    | Comisionado Municipal                                                   | Maipú            |
| Francisco OLAVARRÍA                               | 1963                    | Intendente Interino                                                     | Maipú            |
| Luis María CARRANO                                | 1963 – 1966             | Intendente Municipal                                                    | Maipú            |
| Oscar A. PIERGÜIDI                                | 1966                    | Intendente Interino                                                     | Maipú            |
| Carlos María LOSTRA                               | 1967 – 1973             | Intendente designado por Interv. Federal                                | Maipú            |
| Osvaldo César MUJICA                              | 1973 – 1976             | Intendente Municipal                                                    | Maipú            |
| Oscar A. PIERGÜIDI                                | 1973                    | Intendente Interino                                                     | Maipú            |
| Félix HELÚ                                        | 1976 - 1981             | Intendente Designado                                                    | Maipú            |
| Mario E. MONTI                                    | 1981 - 1983             | Intendente Designado                                                    | Maipú            |
| Horacio Miguel MORETE                             | 1983 - 1987             | Intendente Municipal                                                    | Maipú            |
| Horacio Miguel MORETE                             | 1987 - 1991             | Intendente Municipal                                                    | Maipú            |
| Raúl José BOZZANO                                 | 1991 - 1995             | Intendente Municipal                                                    | Maipú            |
| Raúl José BOZZANO                                 | 1995 - 1999             | Intendente Municipal                                                    | Maipú            |
| Raúl José BOZZANO                                 | 1999 - 2003             | Intendente Municipal                                                    | Maipú            |
| Horacio Miguel MORETE                             | 2003 - 2007             | Intendente Municipal                                                    | Maipú            |
| Aníbal RAPPALLINI                                 | 2007 - 2011             | Intendente Municipal                                                    | Maipú            |
| Aníbal RAPPALLINI                                 | 2011 - 2015             | Intendente Municipal                                                    | Maipú            |
| Matías RAPPALLINI                                 | 2015 - 2019             | Intendente Municipal                                                    | Maipú            |
| Matías RAPPALLINI                                 | 2019 - 2023             | Intendente Municipal                                                    | Maipú            |
| Matías RAPPALLINI                                 | 2023 - 2027             | Intendente Municipal                                                    | Maipú            |

Fuente: Annessi, Gustavo (junio 2023). De los pagos de Monsalvo a Maipú. Mas de 200 años de historia. CESMa y Ediciones Maipú.

## Población
Cuenta con 10 193 habitantes (Indec, 2022), lo que representa un muy leve incremento frente a los 8,865 habitantes (Indec, 2001) del censo anterior.
| Gráfica de evolución demográfica de Maipú entre 1895 y 2010 |
|                                                             |
| Fuentes: INDEC                                              |

## Centro Cultural Leopoldo Marechal
En homenaje al poeta, ensayista, narrador, dramaturgo, escribiendo sobre el "Pago de Maipú".
En él se realizan actividades para jóvenes, tales como: teatro, coro, canto, cerámica, plástica, danzas árabes, folclore, etc.  

## Centro del ex Prado Español
Con paseos para conocer su historia: de gloria (romería española), de olvido, y de restauración del edificio como patrimonio de los maipuenses.

## Complejo turísticoLaguna Kakel Huincul
- El "Fortín Kakel", cerca de la Estancia Kakel, a orillas de la laguna, sirvió de posta para las carretas que recorrían la ciudad de Buenos Aires y el sur. El Fortín fue un punto de avanzada en la lucha contra las incursiones del originario, y puede verse aún el "Cementerio Indio".

La Laguna Kakel Huincul ofrece sus cristalinas aguas para la práctica de variados deportes acuáticos. La nutrida flora y fauna que habita este paraíso natural atraen a los fanáticos de los safaris fotográficos y la pesca deportiva. Para los aventureros, el lugar cuenta con zona de acampada y cabañas.
- Área: 2900 ha
- Profundidad: 40 dm
- Fauna ictícola: d

entudo, carpa, bagre, palometa, pejerrey y, tararira, mojarrita.
- Deportes: navegación a vela, jetski, esquí acuático, canotaje y balonmano, cancha de Fútbol, kayak, torneos de pesca. Canchas de Básquet
- Caminatas
- Campin: cuenta con cabañas, donde es posible alojarse y disfrutar de la bella laguna por la noche, o es posible también pasar las noches en casas rodantes.
- Servicios: alquiler de botes, remolque, proveeduría, quinchos, sanitarios, fogones, alquiler de parrillas, electricidad, torre con luz de guía, dos muelles, acampar.

## Centro de Extensión Tecnológico "Colonias Ferrari - Ortiz Basualdo"
Pertenece al Convenio INTA -MDS ; en la jurisdicción de la "Estación Experimental INTA Cuenca del Salado"

## Fiesta Nacional del Carnaval de la Amistad
Fiesta Nacional del Carnaval de la Amistad
Esta celebración se realiza en temporada de vacaciones anualmente, específicamente en el mes de febrero y en su primera quincena. Durante varios días se realizan diferentes actividades por la tarde como el corso infantil o el desfile de caballos y a la noche se hace la elección de reina y princesas, presentación de las comparsas locales, murgas, máscaras, presentación de carrozas con diferentes temáticas, hay bandas y cantantes de folclore y rock de la misma localidad como también reconocidas en todo el país y humoristas.
La última noche se hace la lectura y quema del momo. Durante las últimas tres noches hay presentaciones de bandas, grupos famosos y bailantas populares, y premios para la mejor comparsa y carroza.
Maipú tiene tres comparsas: Aljiberá,  Alexpamá y Golondrinas, estas mismas cuentan con un gran número de bailarines y representan diferentes temas según la temporada. Cada comparsa representa a una escuela de la ciudad, en este caso representan a la Escuela Normal y al Instituto Pbro Mauro Golé respectivamente.

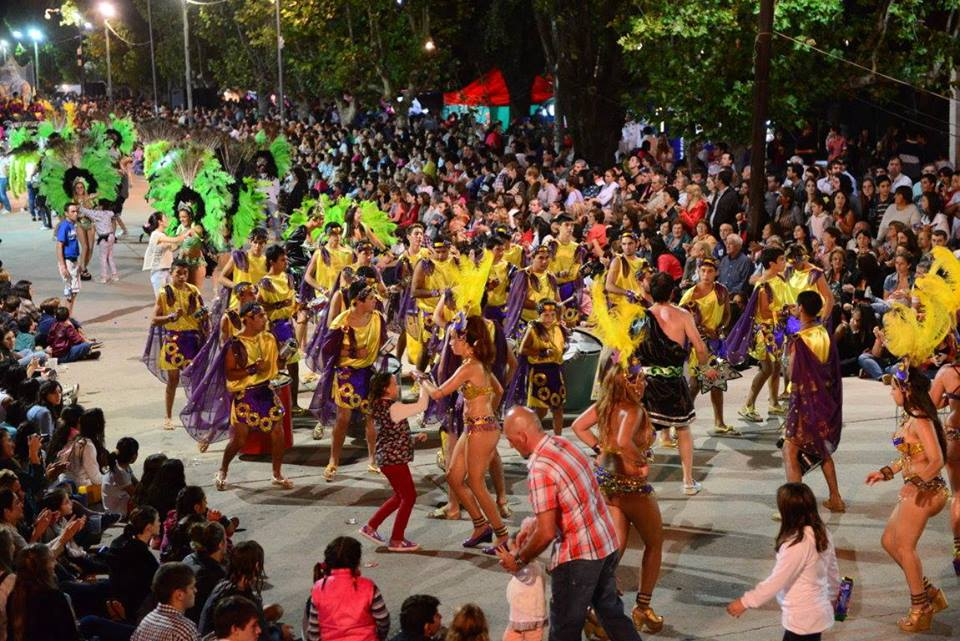
Comparsa de Maipú

## Deportes
Liga Maipuense de fútbol
Escuela Municipal de Deportes

## Maipuenses destacados
- Francisco Bernabé Madero, político, abogado y empresario argentino, Vicepresidente de la Nación entre 1880 y 1886. Fue fundador de la ciudad de Maipú.
- Oscar Alende, médico y político argentino, Gobernador de la Provincia de Buenos Aires en el período 1958-1962, Diputado de la Nación en varias ocasiones (1952-1955 y 1985-1996) y fundador del Partido Intransigente.
- Fernando Gray, abogado, actualmente intendente del Partido de Esteban Echeverría. Expresidente del Partido Justicialista de la Provincia de Buenos Aires.
- Julián Camino, jugador de fútbol, campeón con Estudiantes de La Plata del Torneo Metropolitano de 1982 y del Campeonato Nacional de 1983. Jugador de la selección argentina durante el período 1983-1985. Formó parte del cuerpo técnico a cargo de Alejandro Sabella que dirigió a Estudiantes de La Plata (campeón Libertadores 2009 y Apertura 2010) y del cuerpo técnico que dirigió a la selección argentina (2011- 2014) que se consagró subcampeón del Mundial de Fútbol Brasil 2014.
- Silvio Duarte, jugador de fútbol.
- Manuel Agustín Duarte, jugador de fútbol del club Defensa y Justicia.
- Octavio Bianchi , jugador de fútbol del club Rosario Central.
- Ailén Armada ,campeona juvenil sudamericana de lanzamiento de bala y disco
- Cristóbal Repetto, cantante de tango.
- Máximo Togni, cocinero de gran trayectoria, fue chef en la Embajada de Argentina en Estados Unidos. Creador de Dogg y Togni’s pizza.
- Simon Fahey, cantante integrante del grupo Opus Cuatro.
- Mariano Castro, es un cantante argentino del sonido Roots Reggae y reggae fusión conocido como Dread Mar-I. Concurrió al colegio y trabajó en la panadería de su padre (J. Lynch y Alsina) en Maipú, para luego retornar a Buenos Aires en donde comenzó su carrera como cantante.
- Luis "Pata" Robles, jugador de fútbol nacido en Maipú (Buenos Aires) que terminó su carrera futbolística en el fútbol chileno, más precisamente en Club de Deportes La Serena.

## Hitos
- Durante su niñez y adolescencia (1901-1919), el futuro escritor Leopoldo Marechal viaja a Maipú a la casa de sus tíos, en donde los niños del lugar lo apodarán "Buenosaires" debido a su forma de hablar culturalmente rica.
- En 1929 Juan Manuel Fangio disputa su primera carrera, como acompañante de Manuel Ayerza, sobre un Chevrolet ´28 cuatro cilindros. La competencia se disputa entre Coronel Vidal y Maipú.

## Parroquias de la Iglesia católica en Maipú
| Diócesis  | Chascomús                  |
| --------- | -------------------------- |
| Parroquia | Nuestra Señora del Rosario |